# Анна Дандоло
Анна Дàндоло (на италиански: Anna Dandolo; * XII век, Венеция, Венецианска република; † 1258 или 1263/1268) е венецианска аристократка и чрез брак първа кралица на Сърбия (1217 – 1228).

## Произход
Потомка на могъщото венецианско патрицианско семейство Дандоло, тя е внучка на Енрико Дандоло, дож на Венеция от 1192 до 1205 г. и завоевател на Константинопол след Четвъртия кръстоносен поход, и е дъщеря на първородния му син Раниеро, вицедож от 1204 г. до края на управлението на Енрико и адмирал. Баща ѝ пада в битка през 1209 г. по време на завладяването на Херцогство Кандия.

## Биография
С превземането на Константинопол през 1204 г. настъпва геополитическо изменение в съотношението на силите на Балканите, което води до неимоверно нарастване на латинското влияние в региона. Младата държава Рашка е принудена да търси нетрадиционни пътища и способи за своето оцеляване в тези бурни години. През 1217 г.  папа Хонорий III дава кралска корона на Стефан Първовенчани, като едно от предварителните условия за предоставянето ѝ е сключване от владетеля на династичен брак със знатна дама от латински произход. Чрез изпълнението на това условие папата се надява да усили и наложи латинското влияние в Рашка.
През 1216 г. Стефан Първовенчани, велик жупан на Рашка и Срем, е на обиколка на Апенините в търсене на нова съпруга. В крайна сметка изборът пада върху Анна, тъй като тя е от влиятелното венецианско семейство Дандоло. Бракът на Стефан с жена от могъщата морска република Венеция е политически изгоден за Сърбия; съюзът също така укрепва връзките на православна Сърбия на запад и донася силно латинско влияние в страната чрез венецианските занаятчии, които следват Анна. Сключването на брака е отбелязано във Венеция с подобаваща помпозност, след което двойката е транспортирана до Далмация на борда на Moceniga, една от обществените галери, предоставени им от Републиката за случая. Бракът служи за възстановяване на католическото поклонение в Сърбия и печели благоволението на папа Хонорий III. През 1217 г. Стефан е коронясан за първи крал на Сърбия от архиепископ Сава, а Анна става първата кралица. След брака Рашка става кралство. 
В средата на 14 век информацията за брака на Стефан с Анна е записана от венецианския дож Андреа Дандоло в неговата Chronica per extensum descripta. 
Малко преди смъртта си на 24 септември 1228 г. крал Стефан става монах. Анна живее достатъчно дълго, за да види единствения си син Стефан Урош да наследи сръбския трон през 1243 г. след свалянето на неговия полубрат Стефан Владислав I.
Най-важният източник за датиране на смъртта ѝ е известната фреска „Смъртта на кралица Анна Дандоло“, изписана на северната стена на притвора на църквата „Света Троица“ в манастира Сопочани. Фреската е от ценно историческо значение и е описана като „една от най-важните исторически композиции, рисувани по стените на сръбските средновековни църкви“. На фреската е изобразена Анна на носилката в момента, когато душата ѝ е приета от ангел, а на главата ѝ се появяват Исус Христос и Богородица. Сръбският двор е събран около носилката. Урош е изобразен в царски одежди с корона на главата, а зад него стоят принцовете Милутин и Драгутин, принцеса Брънча и снахата кралица Елена, която целува лявата ръка на Анна. Присъства и архиепископ Сава II. Фреската показва, че внуците на Урош и Анна са присъствали на последните моменти от нейния живот. Следователно Анна очевидно е надживяла съпруга си. Възниква въпросът кога е създадена картината от Сопока. Общоприетата теза е, че е създадена между 1263 и 1268 г. Там трябва да се постави и смъртта на Анна Дандоло. Според други хипотези тя е починала през 1258 г. Погребана е в манастира Сопочани – кралски мавзолей, където са погребани Стефан Първовенчани и други потомци. 
Италианският поет Габриеле д'Анунцио увековечава Анна в своята Ode alla nazione serba от 1914 г.

## Брак и потомство
∞ 1216 или 1217 като втора или трета съпруга за Стефан II Неманя (* 1166, † 24 септември 1228), велик княз на Сърбия и син на Стефан Неманя, от когото има един син и вероятно дъщеря:
- Стефан Урош I (ок. 1223, † 1 май 1277, Нови пазар), крал на Сърбия (1243 – 1276), ∞ за Елена Анжуйска (* 1225, † 8 февруари 1314) дъщеря на унгарския аристократ Йоан Ангел и Матилда дьо Вианден, от която има трима сина и една дъщеря;
- Дъщеря, ∞ за севастократор Александър Асен, майка на севастократор Калоян[6]

## Обяснителни бележки
1. ↑  Вестта за женитбата и коронясването на Стефан Първовенчани за сръбски крал е донесена от по-стар източник, хронологически по-близък до събитието. Това е Historia Salonitanorum atque Spalatinorum pontificum на Тома Архидякон. Хронистът на Сплит, който записва важните исторически събития в своя град, записва и важните събития в цялата страна, което със сигурност включва коронацията на Стефан. След като описва подготовката на унгарския крал Андреа Арпад за кръстоносния поход в Светите земи, Тома записва, че по това време Стефан, господарят на Сърбия и Рашка, изпраща видни пратеници до Апостолическия престол, за да поиска кралската корона от папа Хонорий III. Папата изпратил легат, който коронясал Стефан за първи крал на Сърбия. За разлика от Тома Архидякон Андреа Дандоло посочва, че съпругата на Стефан Анна Дандоло също е получила кралската корона по това време и че тя е последвана веднага след брака. (dum neptem....ducis accepisset in coniugem). Въз основа на представянето на Дандоло може да се заключи, че бракът на Стефан с Анна предхожда коронацията, а след това отказът на Стефан от православието в името на короната.
2. ↑  За изучаването на брачните отношения на Стефан свидетелства и едно писмо на охридския архиепископ Димитър Хоматиан, което е отговор на писмото на Стефан. Писмото на Хоматиан е озаглавено: За незаконните и забранени бракове (Περὶ γάμων ἀθεμίτων καὶ κεκωλυμένων). Стефан разпитва какви са причините за забраната за брак между него и Мария Комнин, дъщеря на епирския деспот Михаил Комнин, зет на тогавашния деспот Теодор. Бракът не е бил разрешен поради пета степен на кръвно родство. Сестрата на Стефан, чието име е неизвестно, е омъжена за Манойло, родния брат на Михаил. Именно предходната година пратеничеството на Стефан Неманич иска от Йован Каматир (предшественика на Хоматиан) съгласието му за брака на Стефан Радослав и Теодора, дъщерята на епирския деспот Теодор. Според Хоматиан Каматир, „загатвайки, че вашето благородство има син от друга жена, а не от кир Евдокия, правилно е казал, че този брак е разрешен, тъй като е в седма степен на родство по брак“. Но щом наместниците на Стефан му посочили, че Радослав е син на Евдокия, а не на друга жена, архиепископ Йован веднага забранил брака на Радослав и Теодора, защото в този случай те са „в седма степен на кръвно родство“. От това може да се заключи, че Анна Дандоло не е втората, а третата съпруга на Стефан Първовенчани.

## Библиографски бележки
1. 1 2  Milorad Panić-Surep. Yugoslavia: Cultural Monuments of Serbia.   Turistička štampa, 1965. с. 139.
2. ↑  Alex Dragnich and Slavko Todorovich. Raška and Kosovo.
3. ↑  Paul Graindor, Henri Grégoire. Byzantion: Revue Internationale Des Études Byzantines.   Fondation Byzantine, 2002.
4. ↑  Miodrag Al Purković. Princeze iz kuće Nemanijića.   Avala, 1956. с. 18.
5. ↑  Henri Stern. L'Art byzantin.   Presses Universitaires de France, 1966. с. 146.
6. ↑  Annuaire de l'Université de Sofia „St. Kliment Ohridski“, Faculté des philologies slaves, V. 71 – 73.   Издателство на Българската академия на науките, 1982. с. 142.

|  | Тази страница частично или изцяло представлява превод на страницата Anna Dandola в Уикипедия на италиански. Оригиналният текст, както и този превод, са защитени от Лиценза „Криейтив Комънс – Признание – Споделяне на споделеното“, а за съдържание, създадено преди юни 2009 година – от Лиценза за свободна документация на ГНУ. Прегледайте историята на редакциите на оригиналната страница, както и на преводната страница, за да видите списъка на съавторите. ВАЖНО: Този шаблон се отнася единствено до авторските права върху съдържанието на статията. Добавянето му не отменя изискването да се посочват конкретни източници на твърденията, които да бъдат благонадеждни. |